# Mirogonowice
Mirogonowice – wieś w Polsce, położona w województwie świętokrzyskim, w powiecie ostrowieckim, w gminie Waśniów.
Jest częścią składową sołectwa Wronów.
W latach 1975–1998 przysiółek administracyjnie należał  do województwa kieleckiego.
Przed 2023 r. miejscowość była przysiółkiem wsi Wronów.

## Historia
Nazwa miejscowości – w dawnych wariantach (1470) Myrogonyowieże, potem także Mirogonice lub Mirogoniewice – jest nazwą patronimiczną i pochodzi od staropolskiego imienia męskiego Mirogniew. Słownik geograficzny Królestwa Polskiego podaje, iż Mirogonowice były folwarkiem i osadą leśną w powiecie opatowskim, gminie Boksyce, parafii Waśniów. Leżały w odległości 19 wiorst od Opatowa.
W XV w. z łanów kmiecych w Mirogonowicach dziesięcinę oddawano biskupowi krakowskiemu, a z łanów dworskich proboszczowi w Waśniowie. Pod koniec XIX wieku folwark miał 9 domów, 108 mieszkańców i 471 mórg ziemi, osada leśna z kolei 1 dom, 8 mieszkańców i 156 mórg ziemi.
Do 1886 Mirogonowice oraz wieś Wronów tworzyły folwark o powierzchni 882 mórg, z czego 595 mórg stanowiły grunty orne i ogrody, 55 mórg – łąki, 1 morgę – pastwiska, 150 mórg – lasy, a 21 mórg – nieużytki i place. W folwarku był wówczas 1 budynek murowany oraz 37 drewnianych. Stosowano płodozmian 16-polowy.
Ostatnim właścicielem miejscowości był Wincenty Sebastian Reklewski (1875–1939) herbu Gozdawa, zamordowany 27 grudnia w czasie napadu rabunkowego na plebanię w Waśniowie, niosąc pomoc ówczesnemu proboszczowi.
W czerwcu 1944 w rejonie Mirogonowic i Wronowa rozpoczęła się koncentracja oddziałów Narodowych Sił Zbrojnych z okręgów: Częstochowa, Lublin, oraz powiatów: Stopnica, Kielce, Opatów, Pińczów i Jędrzejów, w wyniku której 18 czerwca 1944 doszło do utworzenia 204. Pułku Piechoty pod dowództwem majora Eugeniusza Kernera „Kazimierza”, przekształconej 11 sierpnia 1944 w większą jednostkę taktyczną pod nazwą Brygada Świętokrzyska.
W okresie PRL, w latach 1958–1992, w Mirogonowicach funkcjonowało „Państwowe Gospodarstwo Rolne Mirogonowice”.

## Zabytki
Do rejestru zabytków nieruchomych zostały wpisane pozostałości zespołu dworskiego – lamus oraz park (nr rej.: A.623/1-2 z.11.12.1957 i z 21.06.1967).
- Zrujnowany dwór barokowo-klasycystyczny z XVIII wieku (stanął przed 1778). Budynek drewniany o konstrukcji zrębowej, szalowany i bielony oraz podpiwniczony. Układ wnętrza dwutraktowy – symetryczny w osi z sienią i salonem. W południowo-wschodnim narożu znajdowała się kaplica, której wyposażenie przeniesione zostało do kościoła w Waśniowie. Wewnątrz budynku można było podziwiać malowidła z początku XIX wieku – scenki mitologiczne i rodzajowe, motywy roślinne, ornamentalne, wazonowe, putta, układy groteskowe i arabeskowe (zdjęte i zabezpieczone), a także dwa marmurowe kominki oraz piece. Część wyposażenia trafiła do Muzeum Wsi Kieleckiej – Oddziału w Tokarni.

Budynek dworu (grożący zawaleniem) rozebrano, a na jego miejscu w 2007 właściciel prywatny postawił nowy dworek.
- Murowany lamus z XVII wieku. Wzniesiony na planie kwadratu, posiada czterospadowy dach gontowy sklepienie kolebkowo-krzyżowe oraz oszkarpowanie na narożach. W XVII w. był zborem braci polskich.
- Budynki gospodarcze (stodoła, spichlerz), oficyny i kuźnia z zegarem słonecznym z XIX wieku.
- Park o powierzchni 10 ha – niejednorodny stylistycznie z pięknie zachowanym drzewostanem. Jego część stanowi ogród włoski, tarasowy, założony najprawdopodobniej przy budowie dworu. Osią zwrócony jest w kierunku Pasma Jeleniowskiego, obstawiony alejami grabowymi a uzupełniony lipami. W niego wpisany jest ogród krajobrazowy założony w XIX wieku. Podzielony został szpalerami wiązów, bzów, alejami brzozowymi, lipowymi i świerkowymi. Wraz z luźno rozrzuconymi grupami drzew (wiązy, graby, kasztanowce, cisy), tworzą one szereg zgeometryzowanych układów zieleni. Całość dopełniał schodzący ku południu szpalerowy sad, założony w latach 1920–1930.